# MEGAドン・キホーテUNY鈴鹿店

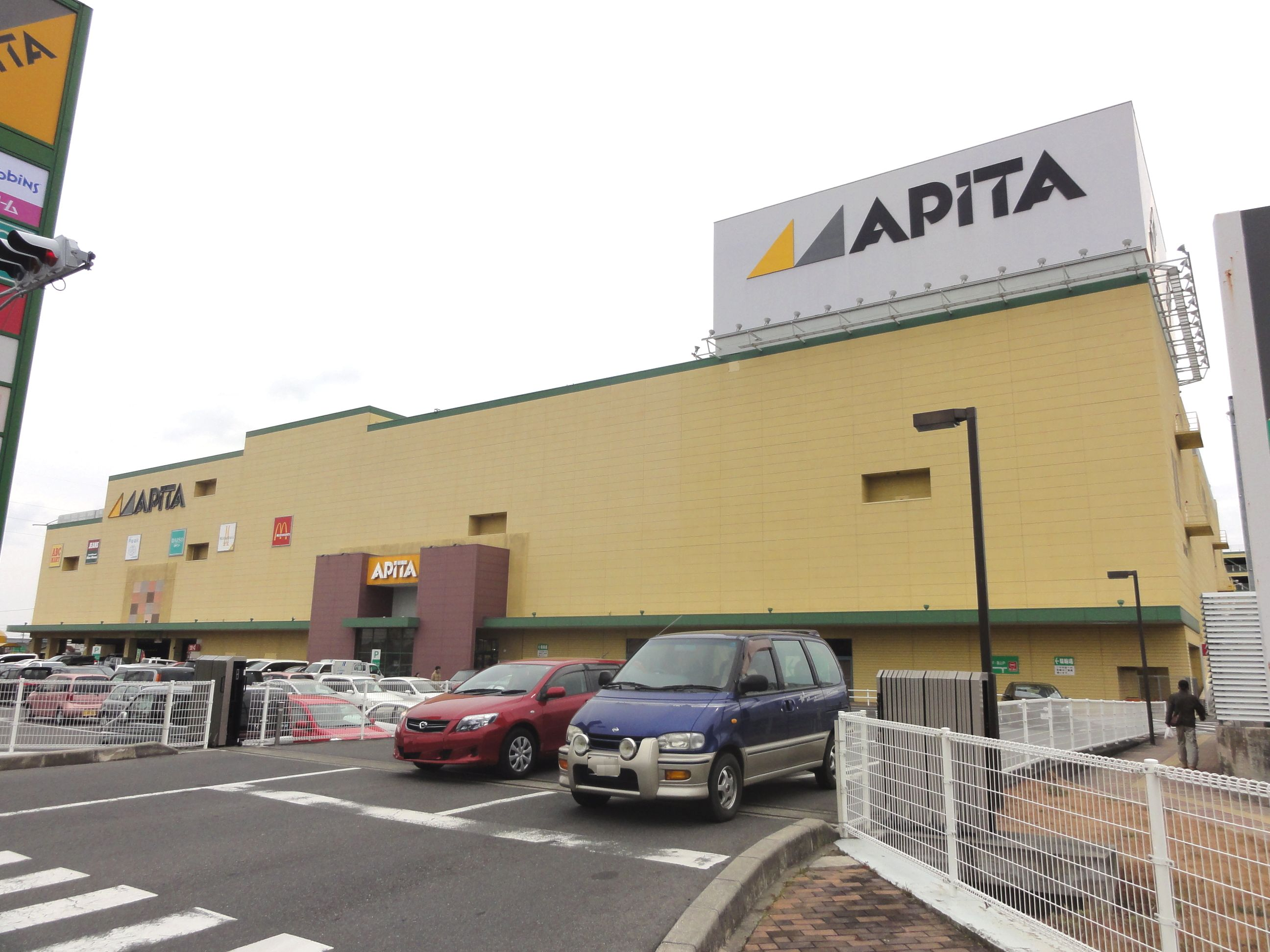
アピタ鈴鹿店時代の外観

MEGAドン・キホーテUNY鈴鹿店（メガドンキホーテユニーすずかてん）は、三重県鈴鹿市南玉垣町に所在し、UDリテール株式会社が運営するショッピングセンターである。同ショッピングセンターは、ドン・キホーテとユニーを融合したダブルネーム店舗として、2019年（令和元年）6月に、アピタ鈴鹿店をリニューアルしオープンした。

## 概要
もともとは、1998年（平成10年）10月23日にマイカルが「鈴鹿サティ」として開店。
店舗棟は鉄骨3階建てで、1階と2階にあった売り場は面積約22,200m2（マイカル直営店約15,000m2）であり店舗棟に近接する形で7階建ての立体駐車場棟があり2つの建物で構成されている。シネマコンプレックス「ワーナー・マイカル・シネマズ鈴鹿」（7スクリーン、計1,014席）やボウリング場「パームボウル」を併設していた。
しかし、出店時の年商見込は107億円であったのに対し、2001年（平成13年）の年商は73億円にとどまり、2002年（平成14年）1月28日にマイカルが不採算店舗として店舗を閉鎖することを明らかにし、同年8月31日をもって、映画館やボウリング場などの併設施設も含め閉店した。
2003年（平成15年）12月に、ユニーが土地、建物の所有者である日東紡績から旧鈴鹿サティの建物のみを5億円で買収、コスト削減のため建物は解体せず改装する形で、2004年（平成16年）10月22日に「アピタ鈴鹿店」を開店させた。
ユニー・ファミリーマートホールディングスとドンキホーテホールディングスはダブルネーム業態「MEGAドン・キホーテUNY」に業態転換を進めており、2019年（令和元年）夏季に行われる業態転換店舗にアピタ鈴鹿店含め6店舗が発表された。2019年（平成31年）4月28日で一時閉店。改装工事を経て6月25日に「MEGA ドン・キホーテUNY鈴鹿店」としてリニューアルオープンした。また鈴鹿店には業態転換初の取組みとして、ユニーが運営する衣料専門店「APITA CLOTHING（アピタクロージング）」を展開していたが、2022年（令和4年）8月末でアピタクロージングは閉店した。その後、2023年（令和5年）2月下旬に元アピタクロージング部分にゲームセンターとドン・キホーテのしくじり市がオープンした。

## 沿革
- 1998年（平成10年）10月23日 - 鈴鹿サティとして開業。
- 2002年（平成14年）
  - 1月28日 - マイカルが不採算店舗として閉業を発表。
  - 8月31日 - 鈴鹿サティが閉業。
- 2003年（平成15年）12月 - ユニーが鈴鹿サティ跡の建物を買収。
- 2004年（平成16年）10月22日 - アピタ鈴鹿店として再開業。
- 2019年（平成31年）
  - 4月28日 - アピタ鈴鹿店が閉業。
  - 6月25日 - MEGAドン・キホーテUNY鈴鹿店として再開業。

## フロア構成
| 店舗棟     | 店舗棟                                     | 連絡通路       | 立体駐車場                   | 立体駐車場 |
| 階         | フロア構成                                 | 連絡通路       | フロア構成                   | 階         |
| ---------- | ------------------------------------------ | -------------- | ---------------------------- | ---------- |
|            |                                            |                | 屋上駐車場                   | R階        |
| 立体駐車場 | 7階                                        |                |                              |            |
| R階        | 屋上駐車場（車いす駐車場有）               | 店舗R階·連絡橋 | 立体駐車場                   | 6階        |
| R階        | 屋上駐車場（車いす駐車場有）               | 店舗R階·階段   | 立体駐車場                   | 5階        |
| 3階        | 屋内駐車場（車いす駐車場有）               | 店舗3階·連絡橋 | 立体駐車場                   | 4階        |
| 2階        | 衣料品・家電・インテリア・おもちゃ・日用品 | 店舗2階·階段   | 立体駐車場                   | 3階        |
| 2階        | 衣料品・家電・インテリア・おもちゃ・日用品 | 店舗2階·階段   | 立体駐車場                   | 2階        |
| 1階        | 総合食料品・日用消耗品・化粧品、屋内駐車場 | 店舗1階·直結   | 立体駐車場（車いす駐車場有） | 1階        |

※屋上駐車場は店舗棟・立体駐車場いずれも原則閉鎖。

## テナント
1階は売り場中央に通路があり、それより南西側にフードコートと直営食料品売り場を、北東側には直営化粧品・ドラッグ売り場と衣類、靴屋など各種専門店を配置している。なお売り場の北側はピロティ駐車場となっている。
2階も売り場中央に通路があり、通路南側と北側に直営の日用品・雑貨・衣類の売り場、東側にはアピタクロージング、売り場の北東から南端に100円ショップや書店、アミューズメント、旅行代理店などの専門店を配置している。

## 備考
サティ時代に併設していた「ワーナー・マイカル・シネマズ鈴鹿」は、マイカルの再建のスポンサーとなったイオングループが運営するイオンモール鈴鹿へ移転した。また、その向かい側にボウリング場「パームボウル」が存在したが、同様にパネルで封鎖されている。
アピタ改装時に1階の売り場であった一部分約5000m2を駐車場へ転換しており、天井等から名残を確認することができる。
店舗名称が2019年に「MEGAドン・キホーテUNY鈴鹿店」に改称してからも、最寄りのバス停留所の名称は2024年3月31日まで「アピタ鈴鹿店」のままであったが、2024年4月1日に「MEGAドンキUNY鈴鹿店」に改称した。また、同日には「白子サンズ」停留所も「そよら鈴鹿白子」に改称した。

## アクセス
- 伊勢鉄道伊勢線 玉垣駅より徒歩で約20分[2][3]。
- 三重交通バスの「MEGAドンキUNY鈴鹿店[注釈 1]」停留所すぐ。